# Rychnovek
Rychnovek (deutsch Reichenhof) ist eine Gemeinde in Tschechien. Sie liegt drei Kilometer östlich von Jaroměř und gehört zum Okres Náchod.

## Geographie

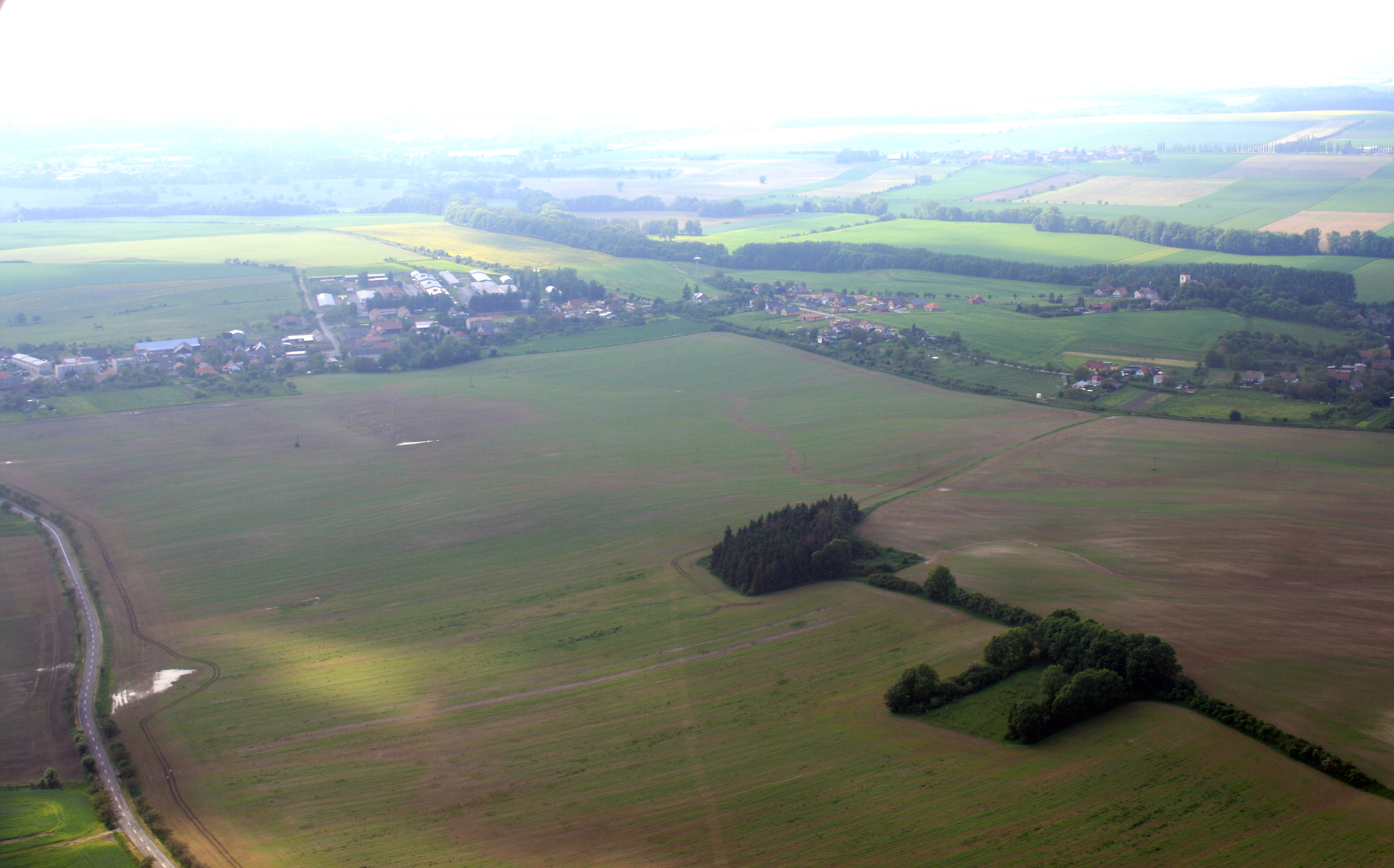
Luftbild von Rychnovek

Rychnovek befindet sich zwischen den Flussläufen von Úpa und Metuje (Mettau) in Ostböhmen. Östlich erhebt sich der Zvolský vrch (298 m), südöstlich die Prásilka (276 m). Das Dorf wird von der Eisenbahnstrecke Jaroměř–Trutnov und der Straße zwischen Nové Město nad Metují und Jaroměř durchquert.
Nachbarorte sind Dolany im Norden, Zvole im Nordosten, Volovka und Velká Jesenice im Osten, Vinice, Šestajovice und Jasenná im Südosten, Kopeček und Starý Ples im Süden, Josefov und Jaroměř im Südwesten, Jakubské Předměstí im Westen sowie Čáslavky im Nordwesten.

## Geschichte
Rychnovek wurde im Jahre 1497 erstmals urkundlich erwähnt. Bedeutend älter ist der Ortsteil Zvole, der sich seit 1283 nachweisen lässt. Seit dem Jahre 1404 ist Doubravice schriftlich belegbar.
1780 begann südwestlich von Rychňovek auf dem Gebiet des Dorfes Ples der Bau der Festungsstadt Ples, die 1793 den Namen Josefstadt erhielt. Nach der Aufhebung der Patrimonialherrschaften bildete Rychňovek/Reichenhof ab 1850 eine Gemeinde im Bezirk Dvůr Králové nad Labem. Mit dem Bau der Bahn von Josefstadt nach Schwadowitz erhielt das Dorf 1859 einen Eisenbahnanschluss.
Seit dem Ende des 19. Jahrhunderts wird der Ortsname als Rychnovek geschrieben. Nach dem Zweiten Weltkrieg wurde die Gemeinde zum Okres Jaroměř umgegliedert. 1955 begann in Rychnovek der Bau eines Militärgeländes. Der Okres Jaroměř wurde zum 1. Jänner 1961 aufgelöst und das Dorf kam zum Okres Náchod. Im gleichen Zuge erfolgte die Eingemeindung von Zvole und Doubravice. 1998 wurde das Militärgelände aufgegeben und nach seiner Beräumung von den militärischen Hinterlassenschaften begann ab 2006 die Errichtung eines Industriegebietes.

## Ortsteile
Die Gemeinde Rychnovek besteht aus den Ortsteilen Doubravice u České Skalice (Daubrawitz bei Böhmisch Skalitz), Rychnovek (Reichenhof) und Zvole (Zwoll).

## Sehenswürdigkeiten
- Kirche St. Justus in Zvole